# Großer Preis von Belgien 1987
Der Große Preis von Belgien 1987 (offiziell XLV Grand Prix de Belgique) fand am 17. Mai auf dem Circuit de Spa-Francorchamps in Spa statt und war das dritte Rennen der Formel-1-Weltmeisterschaft 1987.

## Berichte

### Hintergrund
Der Einsatz von Gabriele Tarquini im Cockpit eines zweiten Osella wurde nicht weitergeführt, sodass das Team wieder mit nur einem Wagen, welcher von Alex Caffi pilotiert wurde, antrat. Bei Zakspeed wurden nun beide Werksfahrer mit dem neuen 871 ausgestattet.
Nelson Piquet, der sich im Training zum Großen Preis von San Marino verletzt hatte, konnte wieder antreten.

### Training
Nigel Mansell qualifizierte sich mit einer gegenüber seinem zweitplatzierten Williams-Teamkollegen Nelson Piquet um fast 1,5 Sekunden kürzeren Rundenzeit für die Pole-Position. Es folgten die beiden Ferrari-Piloten Gerhard Berger und Michele Alboreto vor dem amtierenden Weltmeister Alain Prost auf McLaren und Benetton-Pilot Thierry Boutsen.
Aufgrund regnerischen Wetters am Freitag absolvierten alle Piloten ihre jeweils schnellsten Trainingsrunden während des zweiten Qualifikationstrainings am Samstag.

### Rennen
Mansell ging vor Senna, Piquet, Alboreto und Prost in Führung.
Zu Beginn der zweiten Runde verlor Philippe Streiff in der Raidillon-Kurve ausgangs Eau Rouge die Kontrolle über seinen Tyrrell DG016. Er schlug daraufhin derart stark in die Streckenbegrenzung ein, dass der hintere Teil des Wagens samt Motor abriss. Als das Wrack auf die Strecke zurückgeschleudert wurde, kollidierte der zweite Tyrrell-Pilot Jonathan Palmer damit. Obwohl beide Fahrzeuge stark beschädigt wurden, blieben beide Piloten unverletzt. Das Rennen wurde abgebrochen, um die Unfallstelle zu räumen.
Beim Neustart übernahm Senna die Führung vor Mansell. Als dieser während der ersten Runde versuchte, Senna zu überholen, kollidierten die beiden und drehten sich. Senna schied aus. Mansell konnte das Rennen zunächst als Zweiter hinter seinem Teamkollegen fortsetzen, bis ihn Folgeschäden in der 17. Runde zur Aufgabe zwangen. Daraufhin belegte Alboreto den zweiten Rang vor Prost.
In der zehnten Runde schieden Piquet und Alboreto aufgrund von technischen Problemen aus, sodass der zuvor drittplatzierte Prost kampflos in Führung gelangte. Ihm folgte Teo Fabi vor Stefan Johansson und Thierry Boutsen. In Runde 17 baute Johansson Prosts Führung zu einer McLaren-Doppelführung aus.
Im 30. Umlauf konnte Boutsen seinen dritten Platz nicht gegenüber Andrea de Cesaris verteidigen. Fünf Runden später schied er aus, sodass Eddie Cheever als Vierter vor Satoru Nakajima und René Arnoux das Ziel erreichte.

## Meldeliste
| Team                           | Nr. | Fahrer             | Chassis        | Motor                         | Reifen |
| ------------------------------ | --- | ------------------ | -------------- | ----------------------------- | ------ |
| Marlboro McLaren International | 01  | Alain Prost        | McLaren MP4/3  | TAG/Porsche TTE PO1 1.5 V6t   | G      |
| Marlboro McLaren International | 02  | Stefan Johansson   | McLaren MP4/3  | TAG/Porsche TTE PO1 1.5 V6t   | G      |
| Data General Team Tyrrell      | 03  | Jonathan Palmer    | Tyrrell DG016  | Ford Cosworth DFZ 3.5 V8      | G      |
| Data General Team Tyrrell      | 04  | Philippe Streiff   | Tyrrell DG016  | Ford Cosworth DFZ 3.5 V8      | G      |
| Canon Williams Honda Team      | 05  | Nigel Mansell      | Williams FW11B | Honda RA167E 1.5 V6t          | G      |
| Canon Williams Honda Team      | 06  | Nelson Piquet      | Williams FW11B | Honda RA167E 1.5 V6t          | G      |
| Motor Racing Developments      | 07  | Riccardo Patrese   | Brabham BT56   | BMW M12/13 1.5 L4t            | G      |
| Motor Racing Developments      | 08  | Andrea de Cesaris  | Brabham BT56   | BMW M12/13 1.5 L4t            | G      |
| West Zakspeed Racing           | 09  | Martin Brundle     | Zakspeed 871   | Zakspeed 1500/4 1.5 L4t       | G      |
| West Zakspeed Racing           | 10  | Christian Danner   | Zakspeed 871   | Zakspeed 1500/4 1.5 L4t       | G      |
| Camel Team Lotus Honda         | 11  | Satoru Nakajima    | Lotus 99T      | Honda RA166E 1.5 V6t          | G      |
| Camel Team Lotus Honda         | 12  | Ayrton Senna       | Lotus 99T      | Honda RA166E 1.5 V6t          | G      |
| Team El Charro AGS             | 14  | Pascal Fabre       | AGS JH22       | Ford Cosworth DFZ 3.5 V8      | G      |
| Leyton House March Racing Team | 16  | Ivan Capelli       | March 871      | Ford Cosworth DFZ 3.5 V8      | G      |
| USF&G Arrows Megatron          | 17  | Derek Warwick      | Arrows A10     | Megatron M12/13 1.5 L4t       | G      |
| USF&G Arrows Megatron          | 18  | Eddie Cheever      | Arrows A10     | Megatron M12/13 1.5 L4t       | G      |
| Benetton Formula Ltd           | 19  | Teo Fabi           | Benetton B187  | Ford Cosworth GBA 1.5 V6 t    | G      |
| Benetton Formula Ltd           | 20  | Thierry Boutsen    | Benetton B187  | Ford Cosworth GBA 1.5 V6 t    | G      |
| Osella Squadra Corse           | 21  | Alex Caffi         | Osella FA1I    | Alfa Romeo 890T 1.5 V8t       | G      |
| Minardi F1 Team                | 23  | Adrián Campos      | Minardi M187   | Motori Moderni 615-90 1.5 V6t | G      |
| Minardi F1 Team                | 24  | Alessandro Nannini | Minardi M187   | Motori Moderni 615-90 1.5 V6t | G      |
| Ligier Loto                    | 25  | René Arnoux        | Ligier JS29B   | Megatron M12/13 1.5 L4t       | G      |
| Ligier Loto                    | 26  | Piercarlo Ghinzani | Ligier JS29B   | Megatron M12/13 1.5 L4t       | G      |
| Scuderia Ferrari SpA SEFAC     | 27  | Michele Alboreto   | Ferrari F1/87  | Ferrari 033D 1.5 V6t          | G      |
| Scuderia Ferrari SpA SEFAC     | 28  | Gerhard Berger     | Ferrari F1/87  | Ferrari 033D 1.5 V6t          | G      |
| Larrousse Calmels              | 30  | Philippe Alliot    | Lola LC87      | Ford Cosworth DFZ 3.5 V8      | G      |

## Klassifikationen

### Qualifying
| Pos. | Fahrer             | Konstrukteur           | 1. Qualifikationstraining | 1. Qualifikationstraining | 2. Qualifikationstraining | 2. Qualifikationstraining | Start |
| Pos. | Fahrer             | Konstrukteur           | Zeit                      | Ø-Geschwindigkeit         | Zeit                      | Ø-Geschwindigkeit         | Start |
| ---- | ------------------ | ---------------------- | ------------------------- | ------------------------- | ------------------------- | ------------------------- | ----- |
| 01   | Nigel Mansell      | Williams-Honda         | 2:06,965                  | 196,779 km/h              | 1:52,026                  | 223,020 km/h              | 01    |
| 02   | Nelson Piquet      | Williams-Honda         | 2:08,143                  | 194,970 km/h              | 1:53,416                  | 220,286 km/h              | 02    |
| 03   | Ayrton Senna       | Lotus-Honda            | 2:08,450                  | 194,504 km/h              | 1:53,426                  | 220,267 km/h              | 03    |
| 04   | Gerhard Berger     | Ferrari                | 2:06,216                  | 197,946 km/h              | 1:53,451                  | 220,218 km/h              | 04    |
| 05   | Michele Alboreto   | Ferrari                | 2:07,459                  | 196,016 km/h              | 1:53,511                  | 220,102 km/h              | 05    |
| 06   | Alain Prost        | McLaren-TAG-Porsche    | 2:11,203                  | 190,422 km/h              | 1:54,186                  | 218,801 km/h              | 06    |
| 07   | Thierry Boutsen    | Benetton-Ford          | 2:08,752                  | 194,047 km/h              | 1:54,300                  | 218,583 km/h              | 07    |
| 08   | Riccardo Patrese   | Brabham-BMW            | 2:12,914                  | 187,971 km/h              | 1:55,064                  | 217,131 km/h              | 08    |
| 09   | Teo Fabi           | Benetton-Ford          | 2:12,358                  | 188,761 km/h              | 1:55,339                  | 216,614 km/h              | 09    |
| 10   | Stefan Johansson   | McLaren-TAG-Porsche    | 2:12,063                  | 189,182 km/h              | 1:55,781                  | 215,787 km/h              | 10    |
| 11   | Eddie Cheever      | Arrows-Megatron        | 2:15,321                  | 184,628 km/h              | 1:55,899                  | 215,567 km/h              | 11    |
| 12   | Derek Warwick      | Arrows-Megatron        | 2:10,946                  | 190,796 km/h              | 1:56,359                  | 214,715 km/h              | 12    |
| 13   | Andrea de Cesaris  | Brabham-BMW            | 2:13,871                  | 186,627 km/h              | 1:57,101                  | 213,354 km/h              | 13    |
| 14   | Alessandro Nannini | Minardi-Motori Moderni | 2:09,650                  | 192,703 km/h              | 1:58,132                  | 211,492 km/h              | 14    |
| 15   | Satoru Nakajima    | Lotus-Honda            | 2:11,441                  | 190,078 km/h              | 1:58,649                  | 210,571 km/h              | 15    |
| 16   | René Arnoux        | Ligier-Megatron        | 2:15,012                  | 185,050 km/h              | 1:59,117                  | 209,743 km/h              | 16    |
| 17   | Piercarlo Ghinzani | Ligier-Megatron        | 2:15,339                  | 184,603 km/h              | 1:59,291                  | 209,437 km/h              | 17    |
| 18   | Martin Brundle     | Zakspeed               | 2:14,432                  | 185,849 km/h              | 2:00,433                  | 207,451 km/h              | 18    |
| 19   | Adrián Campos      | Minardi-Motori Moderni | 2:14,945                  | 185,142 km/h              | 2:00,763                  | 206,885 km/h              | 19    |
| 20   | Christian Danner   | Zakspeed               | 2:20,610                  | 177,683 km/h              | 2:01,072                  | 206,357 km/h              | 20    |
| 21   | Ivan Capelli       | March-Ford             | 2:13,355                  | 187,350 km/h              | 2:02,036                  | 204,726 km/h              | 21    |
| 22   | Philippe Alliot    | Lola-Ford              | 2:13,082                  | 187,734 km/h              | 2:02,347                  | 204,206 km/h              | 22    |
| 23   | Philippe Streiff   | Tyrrell-Ford           | 2:18,900                  | 179,870 km/h              | 2:03,098                  | 202,960 km/h              | 23    |
| 24   | Jonathan Palmer    | Tyrrell-Ford           | 2:14,931                  | 185,161 km/h              | 2:04,677                  | 200,390 km/h              | 24    |
| 25   | Pascal Fabre       | AGS-Ford               | 2:26,498                  | 170,542 km/h              | 2:07,361                  | 196,167 km/h              | 25    |
| 26   | Alex Caffi         | Osella-Alfa Romeo      | 2:16,268                  | 183,345 km/h              | 2:12,086                  | 189,149 km/h              | 26    |

### Rennen
| Pos. | Fahrer             | Konstrukteur           | Runden | Stopps | Zeit        | Start | Schnellste Runde |
| ---- | ------------------ | ---------------------- | ------ | ------ | ----------- | ----- | ---------------- |
| 01   | Alain Prost        | McLaren-TAG-Porsche    | 43     | 1      | 1:27:03,217 | 06    | 1:57,153         |
| 02   | Stefan Johansson   | McLaren-TAG-Porsche    | 43     | 1      | + 24,764    | 10    | 1:59,015         |
| 03   | Andrea de Cesaris  | Brabham-BMW            | 42     | 0      | DNF         | 13    | 2:00,154         |
| 04   | Eddie Cheever      | Arrows-Megatron        | 42     | 1      | + 1 Runde   | 11    | 2:03,091         |
| 05   | Satoru Nakajima    | Lotus-Honda            | 42     | 1      | + 1 Runde   | 15    | 2:02,706         |
| 06   | René Arnoux        | Ligier-Megatron        | 41     | 1      | + 2 Runden  | 16    | 2:04,471         |
| 07   | Piercarlo Ghinzani | Ligier-Megatron        | 40     | 1      | DNF         | 17    | 2:04,691         |
| 08   | Philippe Alliot    | Lola-Ford              | 40     | 0      | + 3 Runden  | 22    | 2:05,456         |
| 09   | Philippe Streiff   | Tyrrell-Ford           | 39     | 0      | + 4 Runden  | 23    | 2:09,872         |
| 10   | Pascal Fabre       | AGS-Ford               | 38     | 0      | DNF         | 25    | 2:09,977         |
| –    | Teo Fabi           | Benetton-Ford          | 34     | 0      | DNF         | 09    | 1:59,927         |
| –    | Martin Brundle     | Zakspeed               | 19     | 1      | DNF         | 18    | 2:04,227         |
| –    | Thierry Boutsen    | Benetton-Ford          | 18     | 0      | DNF         | 07    | 2:01,020         |
| –    | Nigel Mansell      | Williams-Honda         | 17     | 0      | DNF         | 01    | 1:59,651         |
| –    | Ivan Capelli       | March-Ford             | 14     | 0      | DNF         | 21    | 2:06,011         |
| –    | Nelson Piquet      | Williams-Honda         | 11     | 0      | DNF         | 02    | 1:59,572         |
| –    | Alex Caffi         | Osella-Alfa Romeo      | 11     | 0      | DNF         | 26    | 2:05,825         |
| –    | Michele Alboreto   | Ferrari                | 9      | 0      | DNF         | 05    | 2:00,017         |
| –    | Christian Danner   | Zakspeed               | 9      | 0      | DNF         | 20    | 2:05,247         |
| –    | Derek Warwick      | Arrows-Megatron        | 8      | 0      | DNF         | 12    | 2:03,843         |
| –    | Riccardo Patrese   | Brabham-BMW            | 5      | 0      | DNF         | 08    | 2:05,206         |
| –    | Gerhard Berger     | Ferrari                | 2      | 0      | DNF         | 04    | 2:09,474         |
| –    | Alessandro Nannini | Minardi-Motori Moderni | 1      | 0      | DNF         | 14    | 2:17,571         |
| –    | Ayrton Senna       | Lotus-Honda            | 0      | 0      | DNF         | 03    | –                |
| –    | Adrián Campos      | Minardi-Motori Moderni | 0      | 0      | DNF         | 19    | –                |
| –    | Jonathan Palmer    | Tyrrell-Ford           | 0      | 0      | DNF         | 24    | –                |

## WM-Stände nach dem Rennen
Die ersten sechs des Rennens bekamen 9, 6, 4, 3, 2 bzw. 1 Punkt(e).  In der Fahrerwertung wurden die besten elf Resultate, in der Konstrukteurswertung alle Resultate gewertet.

### Fahrerwertung
| Pos. | Fahrer            | Konstrukteur        | Punkte |
| ---- | ----------------- | ------------------- | ------ |
| 01   | Alain Prost       | McLaren-TAG-Porsche | 18     |
| 02   | Stefan Johansson  | McLaren-TAG-Porsche | 13     |
| 03   | Nigel Mansell     | Williams-Honda      | 10     |
| 04   | Nelson Piquet     | Williams-Honda      | 6      |
| 05   | Ayrton Senna      | Lotus-Honda         | 6      |
| 06   | Michele Alboreto  | Ferrari             | 4      |
| 07   | Andrea de Cesaris | Brabham-BMW         | 4      |
| 08   | Gerhard Berger    | Ferrari             | 3      |
| 09   | Eddie Cheever     | Arrows-Megatron     | 3      |
| 10   | Satoru Nakajima   | Lotus-Honda         | 3      |
| 11   | Thierry Boutsen   | Benetton-Ford       | 2      |
| 12   | Martin Brundle    | Zakspeed            | 2      |
| 13   | René Arnoux       | Ligier-Megatron     | 1      |
| 14   | Christian Danner  | Zakspeed            | 0      |

| Pos. | Fahrer             | Konstrukteur           | Punkte |
| ---- | ------------------ | ---------------------- | ------ |
| 15   | Piercarlo Ghinzani | Ligier-Megatron        | 0      |
| 16   | Philippe Streiff   | Tyrrell-Ford           | 0      |
| 17   | Philippe Alliot    | Lola-Ford              | 0      |
| 18   | Riccardo Patrese   | Brabham-BMW            | 0      |
| 19   | Pascal Fabre       | AGS-Ford               | 0      |
| 20   | Jonathan Palmer    | Tyrrell-Ford           | 0      |
| 21   | Derek Warwick      | Arrows-Megatron        | 0      |
| 22   | Alex Caffi         | Osella-Alfa Romeo      | 0      |
| –    | Alessandro Nannini | Minardi-Motori Moderni | 0      |
| –    | Teo Fabi           | Benetton-Ford          | 0      |
| –    | Adrián Campos      | Minardi-Motori Moderni | 0      |
| –    | Gabriele Tarquini  | Osella-Alfa Romeo      | 0      |
| –    | Ivan Capelli       | March-Ford             | 0      |

### Konstrukteurswertung
| Pos. | Konstrukteur        | Punkte |
| ---- | ------------------- | ------ |
| 01   | McLaren-TAG-Porsche | 31     |
| 02   | Williams-Honda      | 16     |
| 03   | Lotus-Honda         | 9      |
| 04   | Ferrari             | 7      |
| 05   | Brabham-BMW         | 4      |
| 06   | Arrows-Megatron     | 3      |
| 07   | Benetton-Ford       | 2      |
| 08   | Zakspeed            | 2      |

| Pos. | Konstrukteur           | Punkte |
| ---- | ---------------------- | ------ |
| 09   | Ligier-Megatron        | 1      |
| 10   | Tyrrell-Ford           | 0      |
| 11   | Lola-Ford              | 0      |
| 12   | AGS-Ford               | 0      |
| 13   | Osella-Alfa Romeo      | 0      |
| –    | Minardi-Motori Moderni | 0      |
| –    | March-Ford             | 0      |